# Sarajevos internationella flygplats

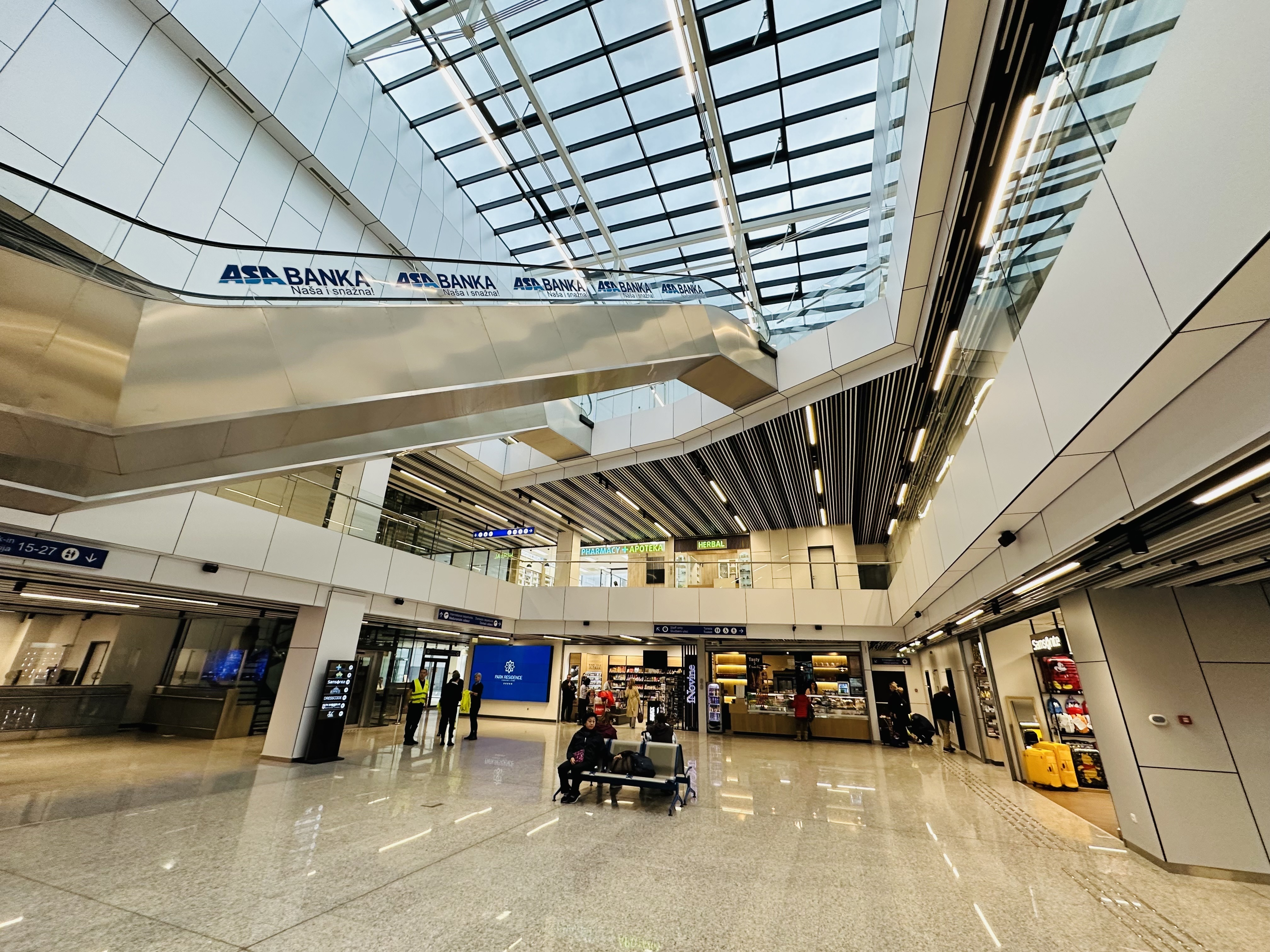
I terminalen

Sarajevos internationella flygplats är en flygplats i Sarajevo och Bosnien och Hercegovinas största flygplats, belägen några kilometer från Sarajevo. 
Sedan Daytonavtalet 1996 har flygplatsen utökat avtalen med flera flygbolag, bland annat B&H Airlines, Austrian Airlines, Lufthansa, Jat Airways, Croatian Airlines, Turkish Airlines. 2016 reste 838 966 passagerare genom flygplatsen jämfört med endast 25 000 år 1996. 2005 tilldelade europeiska flygplatsrådet Sarajevo utmärkelsen som den bästa flygplatsen som har under 1 miljon passagerare. 2018 nådde flygplatsen över 1 miljon passagerare.

## Historia
Behovet av en flygplats i Sarajevo uppstod i mitten av 1960-talet, och efter förslag om att flygplatsen Sokolac (35 km från Sarajevo) skulle rivas, började byggandet av flygplatsen 1966 på dess närvarande läge.
Sarajevo-Ilidža-flygplatsen öppnade 2 juni 1969. 1970 blev Frankfurt-Sarajevo den första linjen. Under denna period användes flygplatsen mest för flyg till Zagreb och Belgrad. Under denna period passerade mellan 70 000 och 100 000 passagerare varje år. Den första utvidgningen kom i och med vinter-OS i Sarajevo 1984 då landningsbanan förlängdes med 200 meter och flera justeringar gjordes.

## Bosnienkriget
Flygplatsen togs snabbt över under de första veckorna av Bosnienkriget av Serbiska styrkor, som allvarligt skadade och plundrade flygplatsen. Från juni 1992 till krigsslutet var flygplatsen under FN-kontroll och användes för att humanitära transporter av mat och utrustning.
Flygplatsen återöppnades för civil flygtrafik den 16 augusti 1996 och har därefter renoverats och har långsamt gått tillbaka till sin tidigare funktion. Den 18 oktober 2005 föreslog irländaren Paddy Ashdown att flygplatsen skulle få namnet Alija Izetbegovic, den första presidenten av Bosnien Hercegovina. Förslaget blev kritiserat eftersom det missgynnade den icke muslimska befolkningen.

## Framtid
De 3 maj 2017 presenterades en expansion av Sarajevos flygplats värd 20 miljoner euro. 2020 ska en ny terminal på 9000 kvadratmeter och med 4 våningar stå färdig. Den nya terminalen kommer att ha en kapacitet för ta emot 2 miljoner passagerare per år. 

## Passagerarstatistik
| År/Månad | Januari | Februari | Mars   | April  | Maj    | Juni    | Juli    | Augusti | September | Oktober | November | December | Totalt    |
| -------- | ------- | -------- | ------ | ------ | ------ | ------- | ------- | ------- | --------- | ------- | -------- | -------- | --------- |
| 2019     | 53,485  | 53,130   | 67,893 | 89,843 | 74,178 | 119,205 | 180,929 | 178,943 | 105,370   | 95,628  | 67,358   | 57,718   | 1,143 680 |
| 2018     | 54 113  | 48 986   | 65 991 | 86 995 | 81 026 | 92 997  | 159 380 | 159 506 | 98 227    | 83 660  | 62 253   | 53 417   | 1 046 635 |
| 2017     | 43,377  | 41,122   | 57,381 | 79,796 | 84,137 | 78,170  | 140,025 | 144,330 | 100,923   | 80,769  | 57,887   | 50,218   | 957,971   |
| 2016     | 41,208  | 42,567   | 53,438 | 68,085 | 85,738 | 66,429  | 109,141 | 118,350 | 91,123    | 71,360  | 47,352   | 44,181   | 838,966   |
| 2015     | 43,700  | 39,908   | 50,273 | 63,064 | 80,143 | 74,855  | 89,319  | 101,307 | 79,120    | 71,255  | 51,793   | 28,167   | 772,904   |
| 2014     | 36 114  | 35 435   | 45 789 | 56 611 | 71 513 | 74 976  | 74 948  | 88 591  | 71 168    | 64 844  | 46 833   | 43,079   | 709,901   |
| 2013     | 33 437  | 30 399   | 44 631 | 56 918 | 65 495 | 72 949  | 69 699  | 79 796  | 66 721    | 64 387  | 44 446   | 36 760   | 665 638   |
| 2012     | 33 063  | 26 278   | 36 765 | 49 709 | 55 107 | 62 491  | 69 346  | 60 787  | 60 323    | 52 115  | 38 612   | 35 278   | 580 058   |
| 2011     | 30 484  | 34 148   | 40 803 | 49 489 | 56 812 | 62 994  | 81 042  | 59 042  | 59 074    | 52 975  | 39 785   | 33 348   | 599 996   |

## Flygbolag och destinationer
| Flygbolag                     | Destinationer                                                                                           |
| ----------------------------- | --- |
| Adria Airways                 | Ljubljana                                                                                               |
| Air Arabia                    | Sharja                                                                                                  |
| Aegean Airlines               | Aten |
| Air Serbia                    | Belgrad                                                                                                 |
| AtlasGlobal                   | Säsong charter: Kuwait Hajj charter: Jeddah, Medina                                                     |
| Austrian Airlines             | Wien |
| Borajet                       | Säsong charter: Antalya                                                                                 |
| Croatia Airlines              | Zagreb                                                                                                  |
| Eurowings körs av Germanwings | Köln/Bonn, Stuttgart                                                                                    |
| flydubai                      | Dubai-International                                                                                     |
| FlyBosnia                     | London-Louton, Riyadh, Rom, Bahrain, Gassim, Jidda, Kuwait Säsongs Charter: Antalya, Hurghada, Monastir |
| Kuwait Airways                | Säsong: Kuwait City                                                                                     |
| Lufthansa                     | München                                                                                                 |
| Mistral Air                   | Säsongs Charter: Catania                                                                                |
| Nesma Airlines                | Säsong: Riyadh                                                                                          |
| Norwegian Air Shuttle         | Oslo-Gardermoen, Stockholm-Arlanda Säsong: Köpenhamn, Göteborg                                          |
| Pegasus Airlines              | Istanbul-Sabiha Gökçen                                                                                  |
| Qatar Airways                 | Doha |
| Scandinavian Airlines         | Köpenhamn                                                                                               |
| Swiss International Air Lines | Zürich                                                                                                  |
| Tunisair                      | Säsong:Monastir                                                                                         |
| Tunisair Express              | Säsong:Tunis                                                                                            |
| Turkish Airlines              | Istanbul Säsong charter: Antalya                                                                        |
| Wizz Air                      | Budapest                                                                                                |